# Jeffery No.1 y Jeffery-Russel
El chasis del camión Jeffery Quad con tracción en las cuatro ruedas se utilizó de forma independiente para construir diferentes tipos de vehículos blindados. Uno de estos diseños, el Jeffery No. 1 llegó a ser el primer vehículo blindado aceptado al servicio del Ejército de los Estados Unidos. Los vehículos blindados Jeffery-Rusell, un desarrollo casi paralelo, construidos en el Canadá prestaron servicio en Irlanda y en la India Británica . También el Ejército Imperial Ruso utilizó los chasis Jeffery en su camión blindado Poplavko-Jeffery .

## Historia y diseño

### Jeffery No.1
La firma Thomas B. Jeffery Company fundada en 1902, en Kenosha, Wisconsin, reemplazó a la fabricante de bicicletas Gormully & Jeffery y permaneció activa con dicha denominación hasta 1916, cuando comprada por Charles W. Nash, pasó a ser conocida como Nash Motors .
Esta compañía era conocida, en esa etapa, por sus vehículos con tracción en las cuatro ruedas, siendo el primer proveedor de chasis para el ejército de los EE. UU. El camión Jeffery Quad tenía tracción, frenos, así como un innovador sistema de dirección a las cuatro ruedas. Este novedoso enfoque para la dirección permitió que las ruedas traseras siguieran a las ruedas delanteras en las curvas, de modo que las ruedas traseras no tuvieran que cavar nuevos "surcos" en curvas embarradas porque la mayoría de las carreteras de entonces no estaban pavimentadas y a menudo en mal estado.
Este mecanismo de dirección en las cuatro ruedas se integró con diferenciales de deslizamiento limitado Muehl en los ejes delantero y trasero.
Desde la caja de transferencia, los ejes conducían a la parte superior de los sólidos ejes portales delanteros y traseros, lo que le daba a los camiones una distancia al suelo muy alta, que permitía conducir a través del barro hasta sus tapacubos. La potencia del motor se transmitía mediante semiejes con una articulación en U y un cojinete que estaba conectado por un engranaje de piñón a cada una de las cuatro ruedas desde los diferenciales dobles que se ubicaban paralelos pero por encima de los ejes "muertos" que soportan la carga. Este engranaje de piñón accionaba una corona dentada interna en cada una de las cuatro ruedas.
La combinación de características innovadoras del Quad constituyó un enfoque revolucionario para la tracción en las cuatro ruedas y permitió que el camión se desempeñara en condiciones deficientes con una eficacia sin precedentes.
En las pruebas el Jeffery No.1, producido para evaluación en 1916, pesaba 5,3 t (vacío), dirección 4 × 4 y un radio de giro de 8,5 m. Las ruedas metálicas estaban cubiertas con llantas de caucho. El cuerpo fue diseñado y construido en el Rock Island Arsenal con placas blindadas proporcionadas por las acerías Bethlehem Steel Corporation . Su aspecto era bastante intimidante con sus 2,5 m de altura, armado con cuatro ametralladoras Hotchkiss M1909 Benet-Mercie de calibre 7,62 mm (.30-06 Springfield), con otras dos en reserva; que podían disparar desde las dos torretas completamente giratorias, el techo del compartimento principal de combate y desde atrás, en un compartimento sentado encima del eje trasero, cada una con una elevación de -10° a +80°.
Se accedía al vehículo por puertas laterales. El compartimento delantero del motor estaba ventilado desde abajo, ya que el radiador no tenía rejillas delanteras, pero se podía acceder a él a través de una escotilla delantera y dos laterales. El motor era un Buda de gasolina 5,1 l que tenía una potencia de 28 hp (21 kW; 28 PS), pero en realidad producía 52 hp (39 kW; 53 PS) a 1 800 rpm. Se combinó con una caja de transferencia manual de seis velocidades hacia adelante y seis atrás. También contaba con un sistema eléctrico de 6 V para iluminación y equipos. El Jeffery podría vadear corrientes de agua de 40 cm de profundidad.
El Jeffery No.1 se convirtió, en efecto, en el primer vehículo blindado construido para el ejército regular de los EE. UU. 
En marzo de 1916 el vehículo se unió a otros modelos de (Mack Trucks, Locomobile y el White 4×2 Model 1917 ) en la poco exitosa expedición punitiva contra Pancho Villa dirigida por el general John J. Pershing en México, aunque no hay registros de su uso en combate. Esta operación fue precedida por una sesión de entrenamiento en Columbus, Nuevo México . A partir de 1917, el Jeffery N.º 1 pasó el resto de su vida activa en Maryland, antes de ser dado de baja. Sin embargo, otras fuentes y fotografías parecen indicar que siguió siendo utilizado en las mismas tareas en la frontera de México, como mínimo hasta 1919, donde se tiene constancia de su presencia durante el incidente llamado Batalla de Ciudad Juárez.

### Jeffery-Russel
Aproximadamente al mismo tiempo, comenzó en Canadá el desarrolló del vehículo blindado Jeffery-Russel basado en el ya conocido chasis Jeffery con tracción en las cuatro ruedas. Sin embargo, existían muchas diferencias con respecto al Jeffery No.1; los vehículos eran más bajos y ligeros y tenían una única torreta armada con una ametralladora Vickers de 7,70 mm (.303). La torreta trasera fue reemplazada por un puesto de observación fijo y se instalaron troneras con puestos de tiro en los lados delantero y trasero. Otras modificaciones incluyeron cortadores de alambre de púas en el morro, cajas de herramientas y repuestos en la parte trasera y laterales, sin puertas laterales y otros detalles en el casco.
La compañía automovilística ubicada en Toronto Russell Motor Car Co. construyó 40 de estos vehículos en 1915, que fueron utilizados por la Eaton Motor Machine Gun Battery (batería Eaton de ametralladoras motorizada) o D Battery. Sin embargo, durante ese mismo año, los vehículos fueron enviados a Gran Bretaña, donde permanecieron almacenados en un depósito hasta 1917. Más tarde, los vehículos se dividieron y entre 20 o 22 fueron estacionados en Irlanda. Sin embargo, parece ser, que no estuvieron involucrados en refriegas durante la guerra de Independencia irlandesa y, que, también al parecer, fueron desechados cuando los ingleses se retiraron en 1922. El resto fue enviado al Comando Británico de India, y operados por la Field Force ("Fuerza de Campo") desplegada para contener el levantamiento de los Mohmand en la Frontera del Noroeste durante el llamado "bloqueo Mohmand". Los Jeffery destinados en la India patrullaban principalmente por carreteras sin pavimentar, lo que evidenciaba rápidamente las limitadas capacidades todoterreno del vehículo. El mantenimiento resultó muy difícil ya que el barco que transportaba repuestos había sido torpedeado. Estaban armados con una única ametralladora Vickers y aunque la tracción a las cuatro ruedas con transmisión independiente y una amplia gama de engranajes debería haber sido una ventaja, las ruedas macizas y estrechas impusieron la necesidad de no circular a más de 19 km/h para no tener problemas con los cojinetes del motor.

### Poplavko-Jeffery
El oficial del Ejército Imperial de origen ucraniano Victor Poplavko, diseñó un modelo diferente de camión blindado basado en el chasis del camión Jeffery Quad, que era conocido como Poplavko-Jeffery y fue utilizado por el Ejército Imperial Ruso durante la Primera Guerra Mundial y por otras fuerzas en diversos conflictos.

## Galería

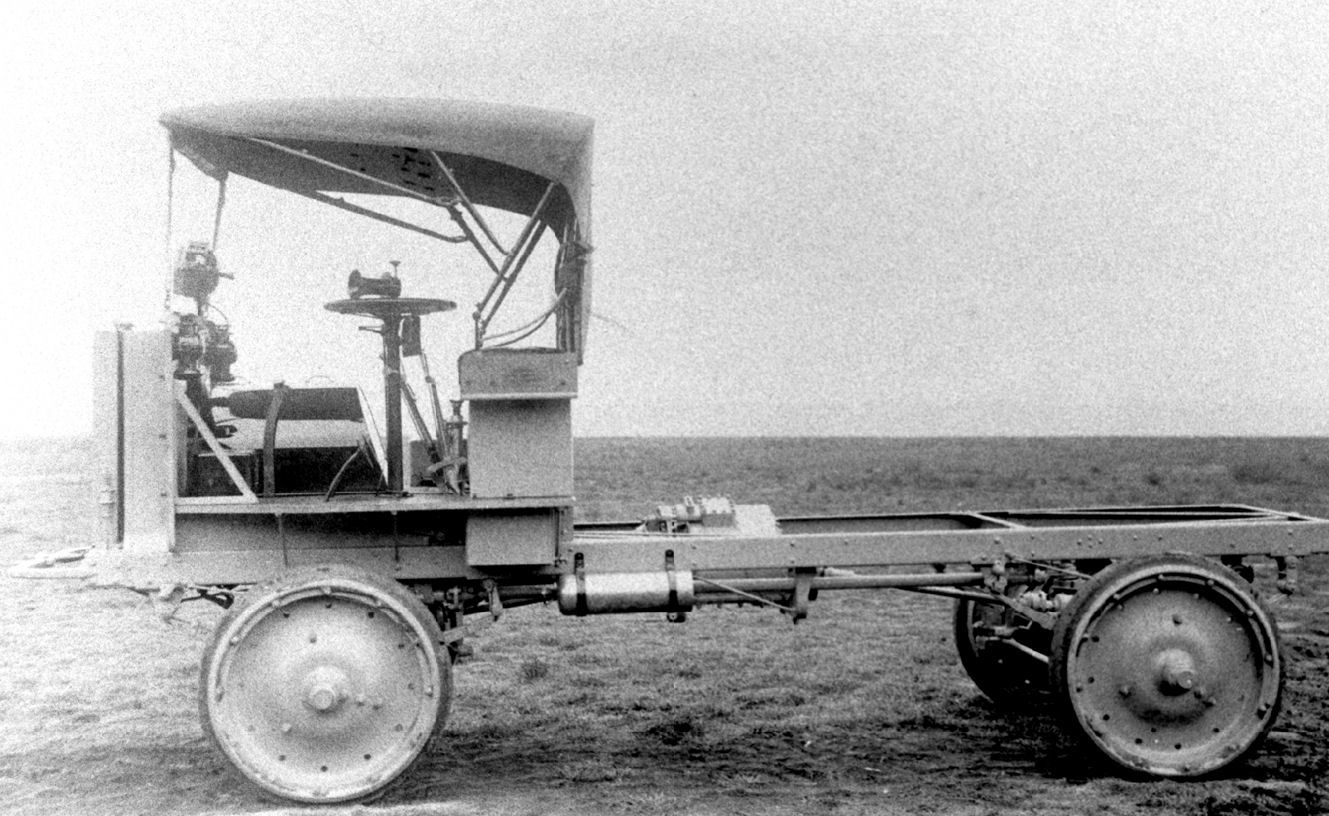
Camión Jeffery Quad
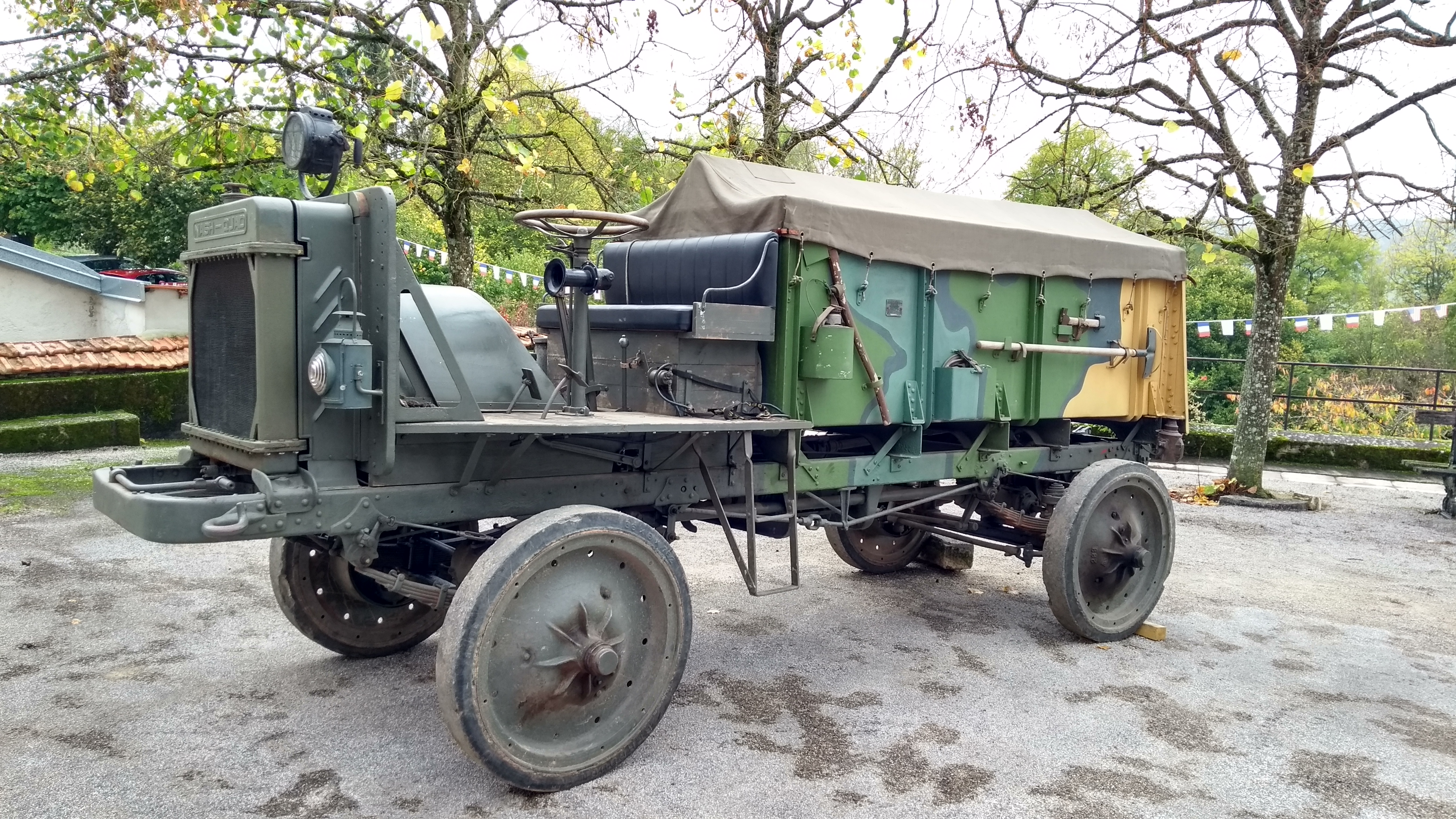
" Nash Quad " estadounidense utilizado durante la I Guerra Mundial
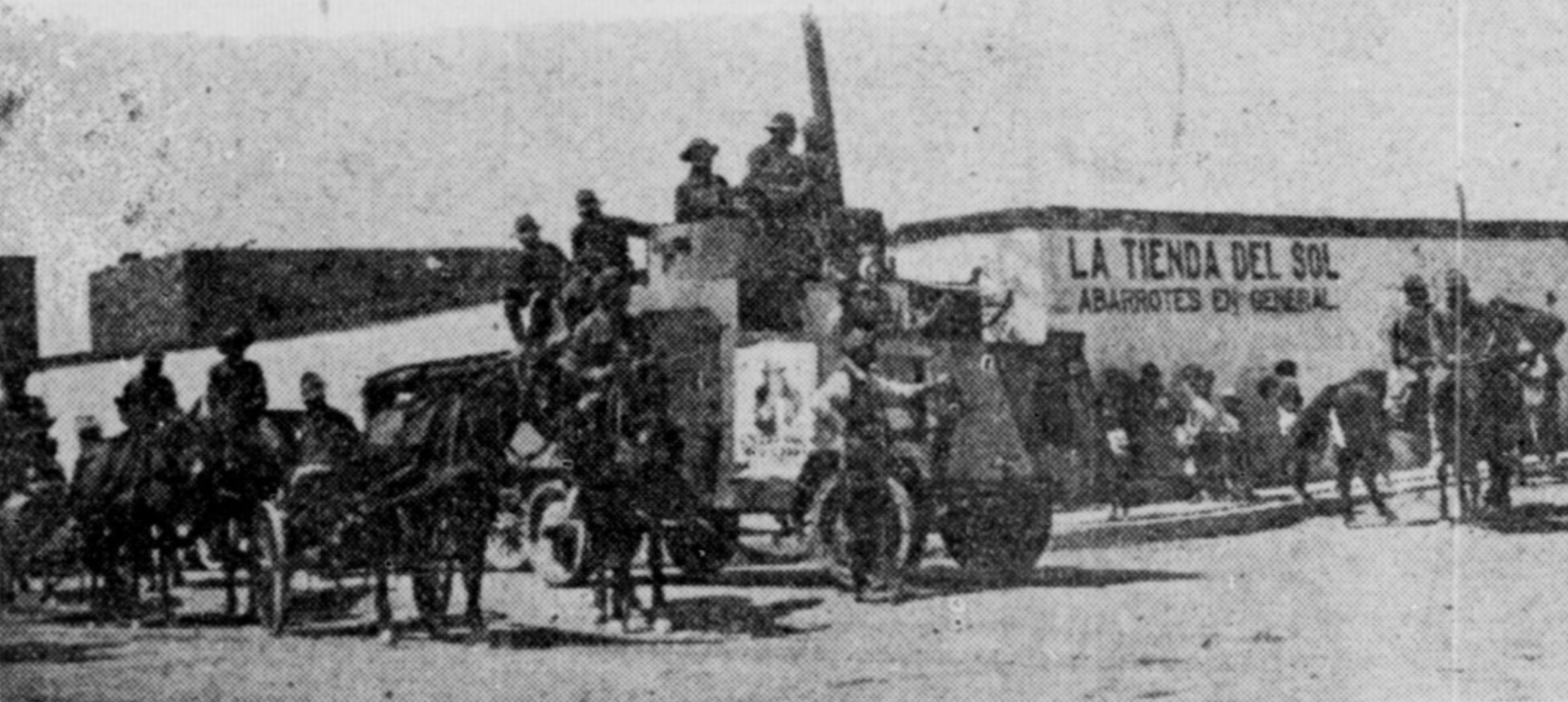
Jeffery No.1 del 24º de Infantería en El Paso durante la Batalla de Ciudad Juarez, 1919
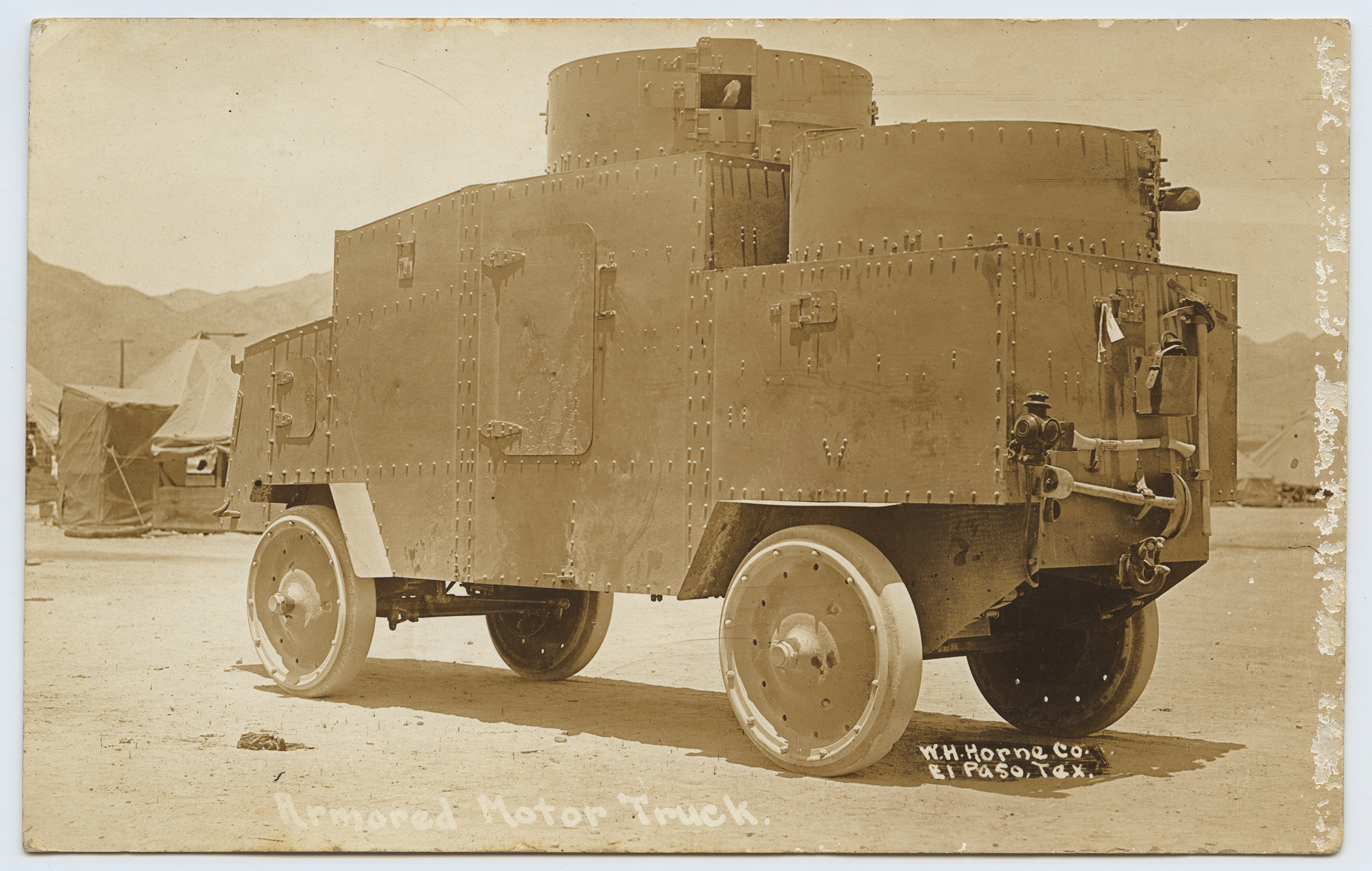
Jeffery No.1 en México, circa 1916
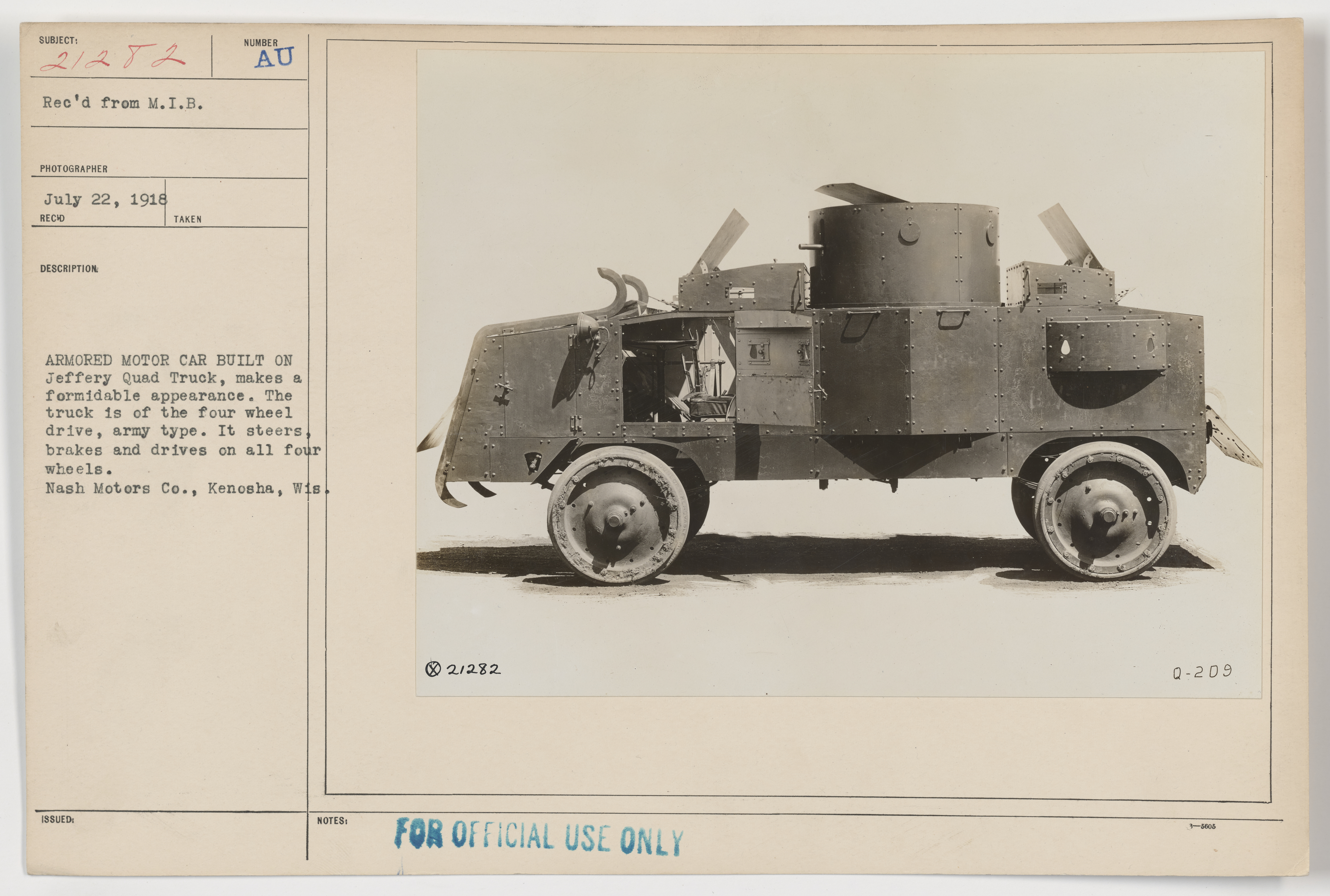
Ficha del vehículo blindado Jeffery-Russel
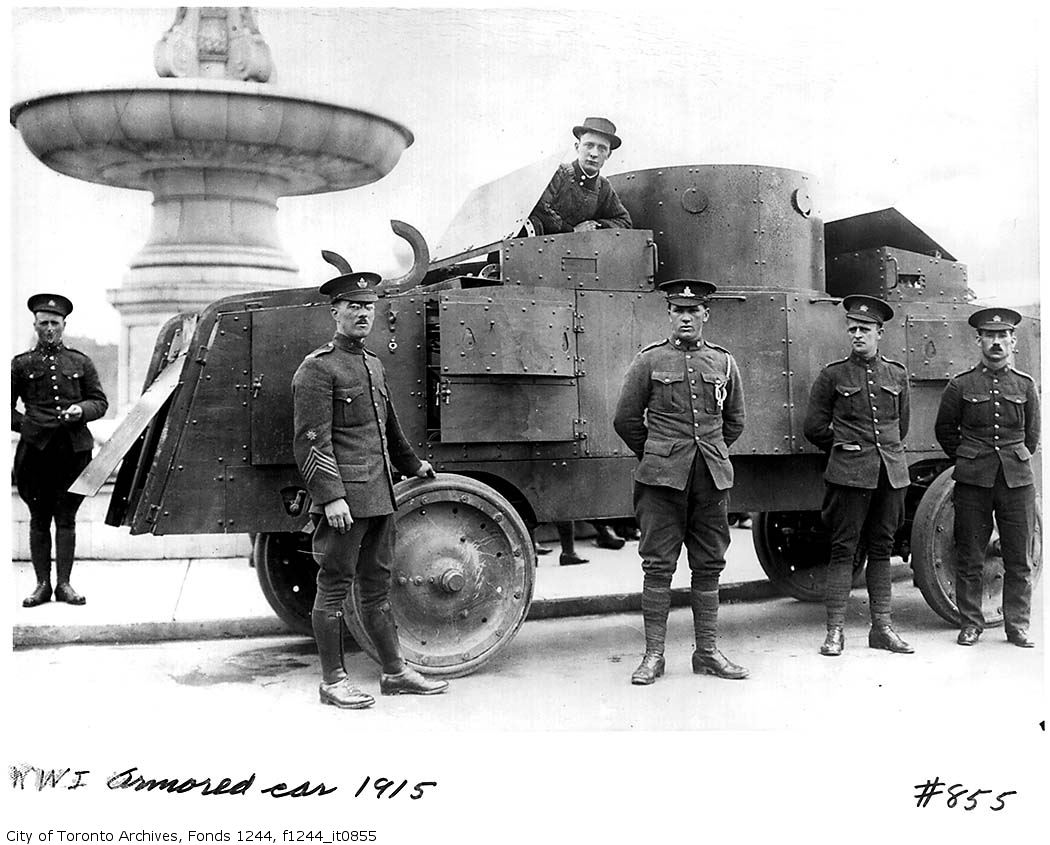
Vehículo blindado Jeffery-Russel, probablemente de la Eaton Motor Machine Gun Battery, Toronto 1915
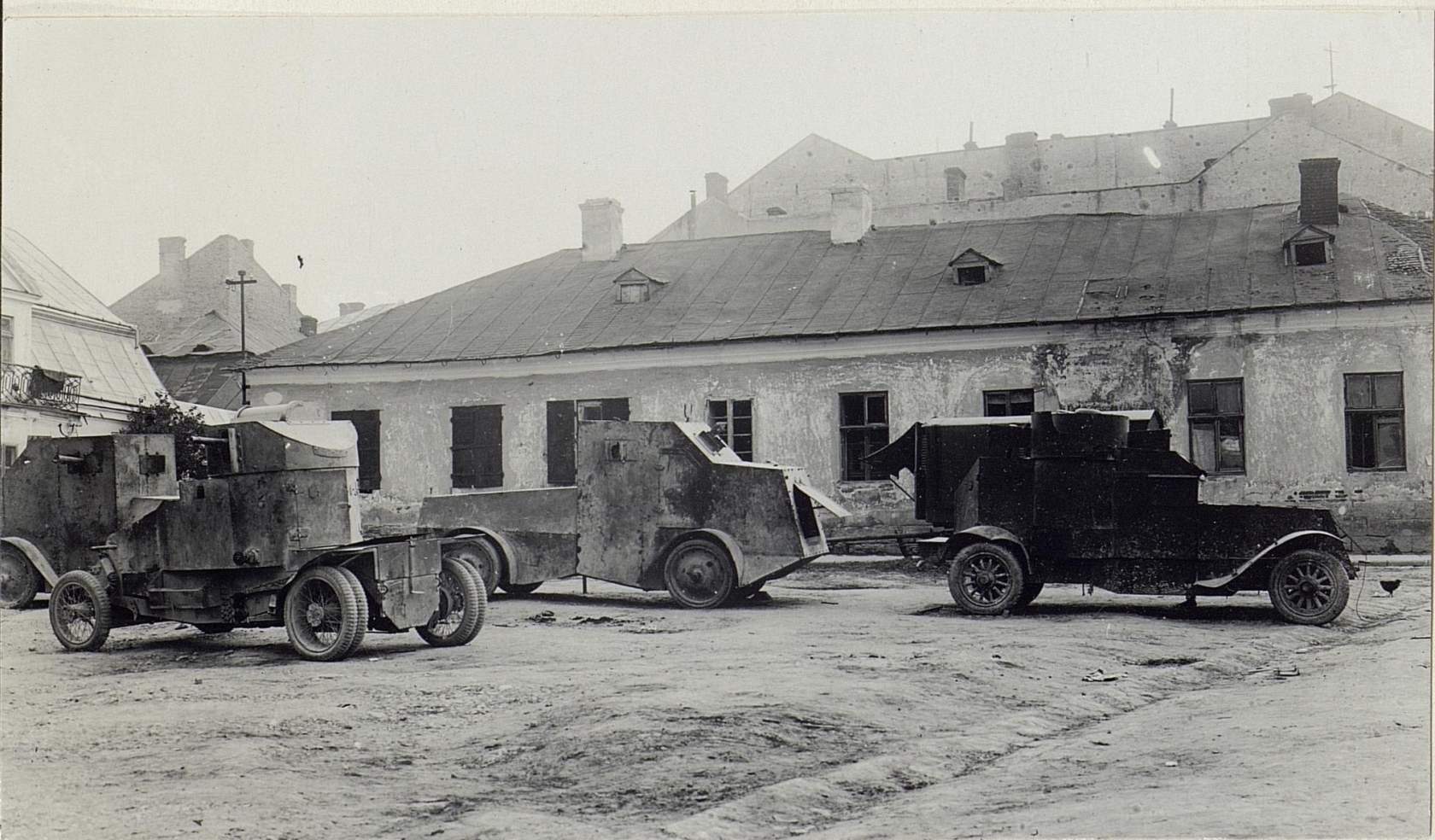
Vehículos blindados rusos capturados por las fuerzas austriacas:Poplavko-Jeffery, (centro) Lanchester 4×2 (izq.) y Austin 2ª serie (dcha.), en Zólochiv , Ucrania

### Vehículos blindados de similares características, uso y época
- Ehrhardt EV/4
- Büssing A5P
- Automóvil blindado Peerless
- Poplavko-Jeffery
- Putilov-Garford
- Schneider-Brillié
- White AM modelo 1915/1918